# WCWA World Six-Man Tag Team Championship
Il WCWA World Six-Man Tag Team Championship, nato come WCCW World Six-Man Tag Team Championship e talvolta promosso come NWA World Six-Man Tag Team Championship (Texas version) è stato un titolo promosso dalla federazione World Class Championship Wrestling (WCWA), successivamente rinominata in World Class Wrestling Association (WCWA) e per un breve periodo territorio della National Wrestling Alliance (NWA), attiva principalmente in Texas.
Il titolo è stato attivo dal 1982, quando nacque con il nome di WCCW World Six-.Man Tag Team Championship, fino al 1988, quando fu abbandonato dalla federazione.

## Storia
La WCCW, inizialmente affiliata alla NWA, iniziò a promuovere un proprio titolo dedicato alla divisione trios dal dicembre 1982, quando fu vinto dai Fabulous Freebirds. Il team iniziò una faida con i Von Erich che caratterizzò gran parte della storia di questo titolo, dal momento che diverse combinazioni di Freedbirds e Von Erich furono coinvolte in 17 dei 19 regni del titolo. Durante i primi anni di attività, inoltre, il titolo fu talvolta promosso in maniera non ufficiale come versione del Texas del NWA World Six-Man Tag Team Championship. 
Il titolo riscosse solo un interesse parziale, e fu disattivato nel 1988. 

## Albo d'oro
| Legenda  |                                                                               |
| -------- | ----------------------------------------------------------------------------- |
| #        | Indica il numero del regno titolato                                           |
| Regno    | Viene indicato il numero del regno del campione                               |
| Data     | La data in cui il titolo è stato vinto                                        |
| Località | Indica il luogo in cui il titolo è stato vinto                                |
| Note     | Indica notizie particolari riguardanti i cambi di titolo o altre informazioni |

### World Class Championship Wrestling (1982-1985)
| #  | Campione                                                      | Regno | Data             | Giorni | Località          | Evento                     | Note | Fonti |
| -- | ------------------------------------------------------------- | ----- | ---------------- | ------ | ----------------- | -------------------------- | --- | ----- |
| 1  | Buddy Roberts, Michael Hayes e Terry Gordy                    | 1     | 25 dicembre 1982 | 191    | Dallas, Texas     | Christmas Star Wars        | In uno spareggio per decretare i campioni inaugurali, sconfiggendo Iron Mike Sharpe, Ben Sharpe e Tom Steele. David Von Erich combatté come sostituito per Roberts, ma gli cedette subito la sua parte di titolo. | [ 2 ] |
| 2  | David Von Erich, Kerry Von Erich e Kevin Von Erich            | 1     | 4 luglio 1983    | 39     | Fort Worth, Texas | Labor Day Star Wars        | | [ 3 ] |
| 3  | Buddy Roberts, Michael Hayes e Terry Gordy                    | 2     | 12 agosto 1983   | 112    | Dallas, Texas     | WCCW TV                    | In un episodio andato in onda il 20 agosto 1983. |       |
| 4  | David Von Erich, Kerry Von Erich e Kevin Von Erich            | 2     | 2 dicembre 1983  | --     | Dallas, Texas     | House show                 | |       |
| 5  | Buddy Roberts, Michael Hayes e Terry Gordy                    | 3     | gennaio 1984     | --     | Georgia           | House show                 | I Freebirds furono riportati come vincitori per squalifica di un incontro titolato, nonostante l'incontro non si sia mai tenuto.                                                                                  |       |
| 6  | Fritz Von Erich, Kevin Von Erich (3) e Mike Von Erich         | 1     | 6 maggio 1984    | 0      | Irving, Texas     | Parade of Champions        | |       |
| 7  | Kerry Von Erich (3), Kevin Von Erich (4) e Mike Von Erich (2) | 1     | 6 maggio 1984    | 48     | Irving, Texas     | House show                 | Fritz Von Erich, uscito dal ritiro solo per una notte, cedette la sua parte di titolo a Kerry. |       |
| —  | Vacante                                                       | —     | 23 giugno 1984   | —      | —                 | —                          | Un rappresentante della NWA dichiarò il titolo vacante per il finale controverso dell'incontro titolato. |       |
| 8  | Buddy Roberts, Michael Hayes e Terry Gordy                    | 4     | 4 luglio 1984    | 61     | Fort Worth, Texas | Indipendence Day Star Wars | Vincendo uno spareggio per riassegnare il titolo contro i Von Erich. | [ 4 ] |
| 9  | Kerry Von Erich (4), Kevin Von Erich (5) e Mike Von Erich (3) | 2     | 3 settembre 1984 | 54     | Fort Worth, Texas | Labor Day Star Wars        | | [ 5 ] |
| 10 | Chris Adams, Gino Hernandez e Jake Roberts                    | 1     | 27 ottobre 1984  | 65     | Dallas, Texas     | Cotton Bowl Extravaganza   | |       |
| 11 | Kerry Von Erich (5), Kevin Von Erich (6) e Mike Von Erich (4) | 3     | 31 dicembre 1984 | 188    | Fort Worth, Texas | House show                 | |       |
| 12 | Killer Tim Brooks, Mark Lewin e One Man Gang                  | 1     | 7 luglio 1985    | 57     | Reno, Nevada      | House show                 | |       |
| 13 | Brian Adias, Kerry Von Erich (6) e Kevin Von Erich (7)        | 1     | 2 settembre 1985 | 123    | Fort Worth, Texas | Labor Day Star Wars        | Durante questo regno il titolo cambiò nome in WCWA World Six-Man Tag Team Championship, in seguito al rebranding della federazione.                                                                               | [ 6 ] |

### World Class Wrestling Association (1985-1988)
| #  | Campione                                                      | Regno | Data             | Giorni | Località      | Evento              | Note | Fonti  |
| -- | ------------------------------------------------------------- | ----- | ---------------- | ------ | ------------- | ------------------- | --- | ------ |
| 14 | Buddy Roberts, Michael Hayes e Terry Gordy                    | 5     | 3 gennaio 1986   | 121    | Dallas, Texas | House show          | |        |
| 15 | Kerry Von Erich (7), Kevin Von Erich (8) e Lance Von Erich    | 1     | 4 maggio 1986    | 61     | Irving, Texas | Parade of Champions | Steve Simpson sostituì Kevin Von Erich nell'incontro.                                                         | [ 7 ]  |
| 16 | Kevin Von Erich (9), Mike Von Erich (5) e Lance Von Erich (2) | 1     | 4 luglio 1986    | 282    | --            | House show          | Mike tornò da un infortunio e rimpiazzò Kerry, che si era a sua volta infortunato.                            |        |
| —  | Vacante                                                       | —     | 12 aprile 1987   | —      | —             | —                   | Il titolo fu reso vacante in seguito alla morte di Mike Von Erich.                                            |        |
| 17 | Chris Adams (2), Kevin Von Erich (10) e Steve Simpson         | 1     | 25 dicembre 1987 | 10     | Dallas, Texas | Christmas Star Wars | In uno spareggio per riassegnare il titolo vacante, sconfiggendo Buddy Roberts, Iceman Parsons e Terry Gordy. | [ 9 ]  |
| 18 | Buddy Roberts (6), Iceman Parsons e Terry Gordy (6)           | 1     | 4 gennaio 1988   | 186    | Dallas, Texas | House show          | In un incontro in cui Matt Borne sostituiva Kevin Von Erich.                                                  | [ 10 ] |
| 19 | Kerry Von Erich (8), Kevin Von Erich (11) e Michael Hayes (6) | 1     | 8 luglio 1988    | --     | Dallas, Texas | House show          | In un incontro in cui Kimala sostituiva Terry Gordy.                                                          |        |
| —  | Disattivato                                                   | —     | 22 luglio 1988   | —      | —             | —                   | Il titolo venne disattivato.                                                                                  |        |